# Bolesław Hanicz-Boruta
Bolesław Hanicz-Boruta właściwie Bolesław Boruta pseud. Rawski, Hanicz (ur. 11 września 1906 w Radomsku, zm. 1976) – oficer polskiego podziemia w II wojnie światowej.

## Życiorys
Przed wojną działał w organizacjach lewicowych, przede wszystkim Komunistycznym Związku Młodzieży Polskiej. Za działalność w ruchach komunistycznych został usunięty z wojska, był też dwukrotnie aresztowany. Podczas II wojny światowej działał w ruchu oporu, posługując się pseudonimami Rawski i Hanicz.
Początkowo walczył w Związku Walki Zbrojnej i Armii Krajowej, gdzie objął dowództwo 85 plutonu. Na przełomie 1942/43 roku przeszedł do Gwardii Ludowej, od października wszedł w skład sztabu tej organizacji. Dowodził jednostkami Gwardii Ludowej w powiecie radomszczańskim, od 27 lutego 1944 roku był szefem sztabu 9 Częstochowsko-Piotrkowskiego Okręgu Armii Ludowej. W maju został dowódcą tego okręgu od września dowodził także 3 Brygadą Armii Ludowej im. Józefa Bema.
Brał udział w licznych akcjach zbrojnych, m.in. w bitwie pod Ewiną, która rozegrała się w dniach 11–12 września 1944 roku.
Po wojnie walczył w szeregach KBW przeciwko UPA na południowym wschodzie Polski. W okresie stalinowskim przez kilka lat był więziony pod fałszywymi zarzutami. Zwolniony z więzienia w 1956 roku, a następnie zrehabilitowany.

## Odznaczenia
- Order Krzyża Grunwaldu kl. III
- Krzyż Partyzancki[2]
- Medal Zwycięstwa i Wolności 1945
- Medal za walkę z faszyzmem 1933-1945 (NRD)

i inne

## Awanse[3]
- sierżant – w AK
- porucznik – 1943
- kapitan – 1944
- major – 1944
- podpułkownik – okres powojenny[4]